# Zangbéto

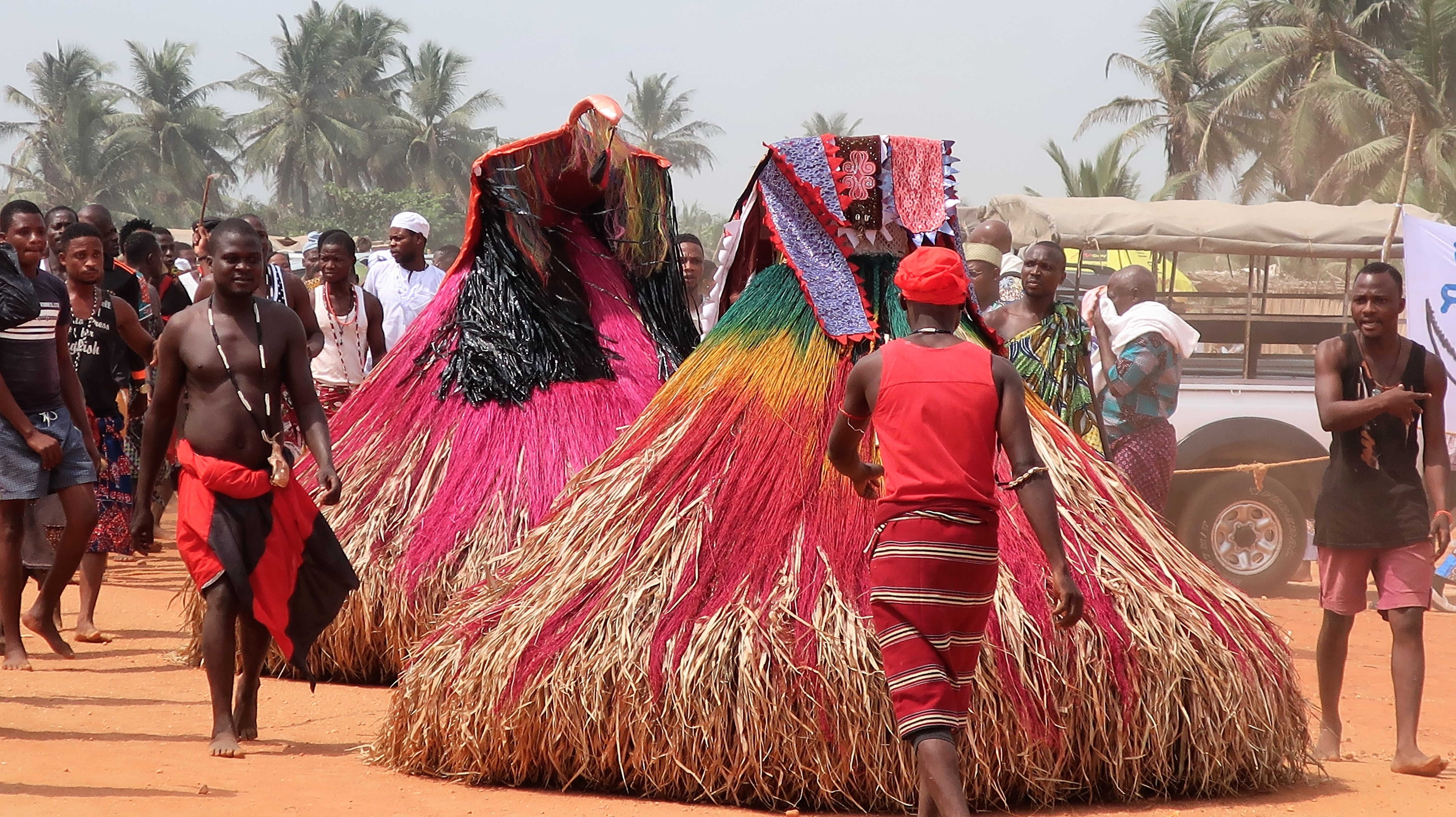
Sortie de Zangbétos au Bénin

Le zangbéto (ou zangbeto) est une société de masques des peuples du sud du Bénin. D’origine Goun, le Zangbéto vient de «  zan  » qui signifie nuit et «  gbéto  » qui signifie chasseur. Littéralement il veut dire chasseur de nuit. Sa mission est de veiller sur le roi de la ville, sa communauté et de chasser sorciers et mauvais esprits pendant la nuit. Le fief des Zangbétos se trouve à Porto-Novo.

## Origines

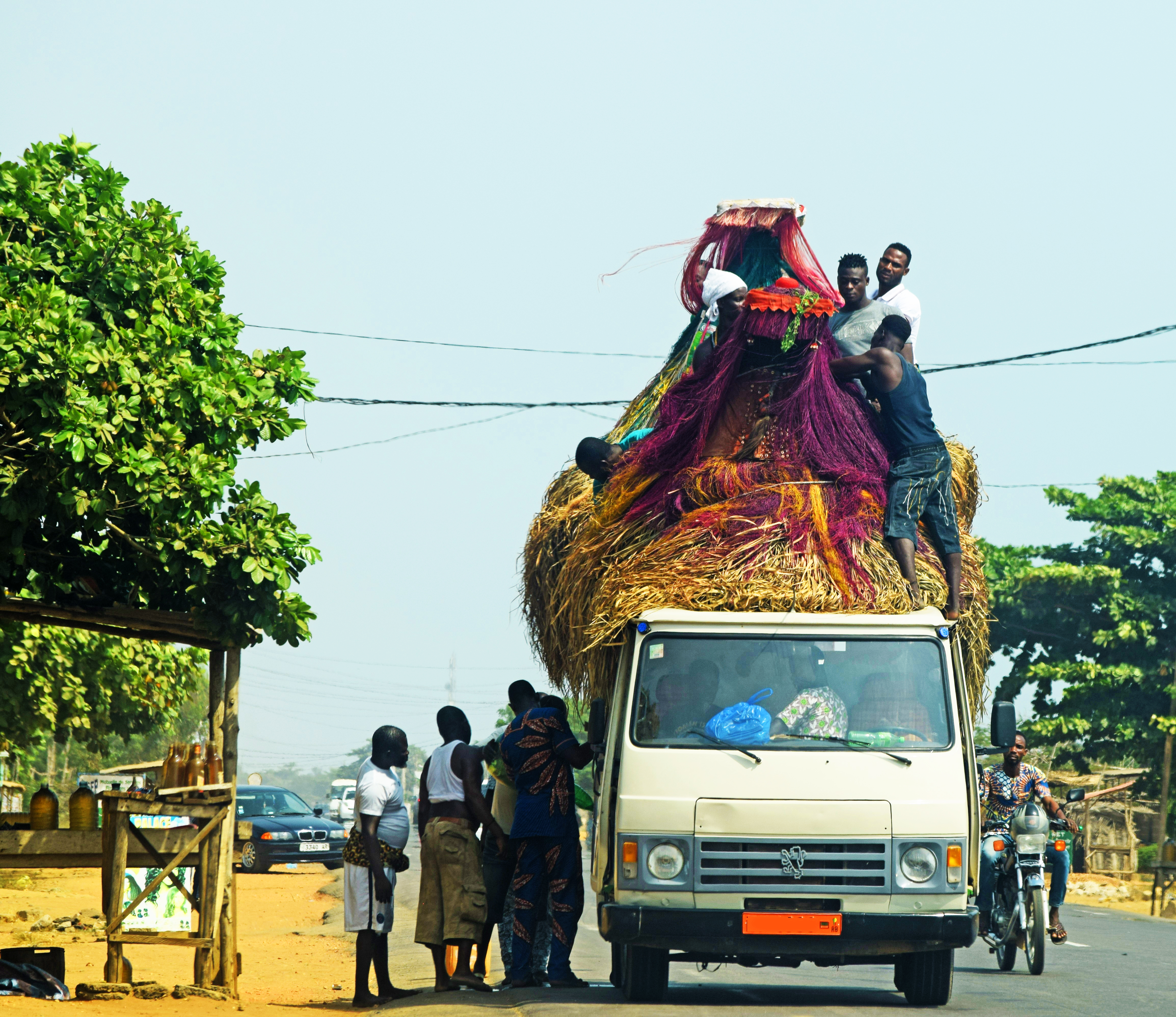
Zangbeto à bord d'un bus de transport

L’histoire raconte qu’à la mort de Lansuhouto, roi d’Allada, ses 3 fils Tê-Agbanlin, Mèdji et Aho dako-donou se livrèrent une bataille fratricide pour lui succéder au trône. Encerclés dans leur base par les troupes adverses, Tê-Agbanlin et ses compagnons élaborent une stratégie pour faire fuir l’armée de Mèdji. Idée originelle de Padonou Hennoukoun, prince chasseur de la collectivité Davié- Holou faisant partie du cortège de Tê- Agbanlin, ils construisirent  des cases coniques en bambou recouvertes de feuilles sèches de bananier. Au sommet de ces cases, ils mettent des coussinets (en feuilles de bananier) pour porter facilement les cases sans se blesser la tête et des yeux de bœufs à la hauteur des yeux afin de permettre aux porteurs de voir tout l'extérieur depuis l’intérieur de la case. À chaque côté, ils construisent des poignées capables de mouvoir facilement la case dès qu'elles sont bougées. Un des combattants souffla fortement dans une corne de bœuf et fit retentir un bruit terrifiant qui fit fuir les troupes de Mèdji  croyant avoir affaire à des diables. Tê-Agbanlin et ses troupes s’extirpent et finissent par trouver refuge à Adjachè devenu plus tard Porto-Novo où ils s’installent. Tê-Agbanlin et ses compagnons restent néanmoins sur leurs gardes et décident de sortir toutes les nuits les Zangbétos pour protéger le royaume contre d’éventuelles attaques.

## Organisation

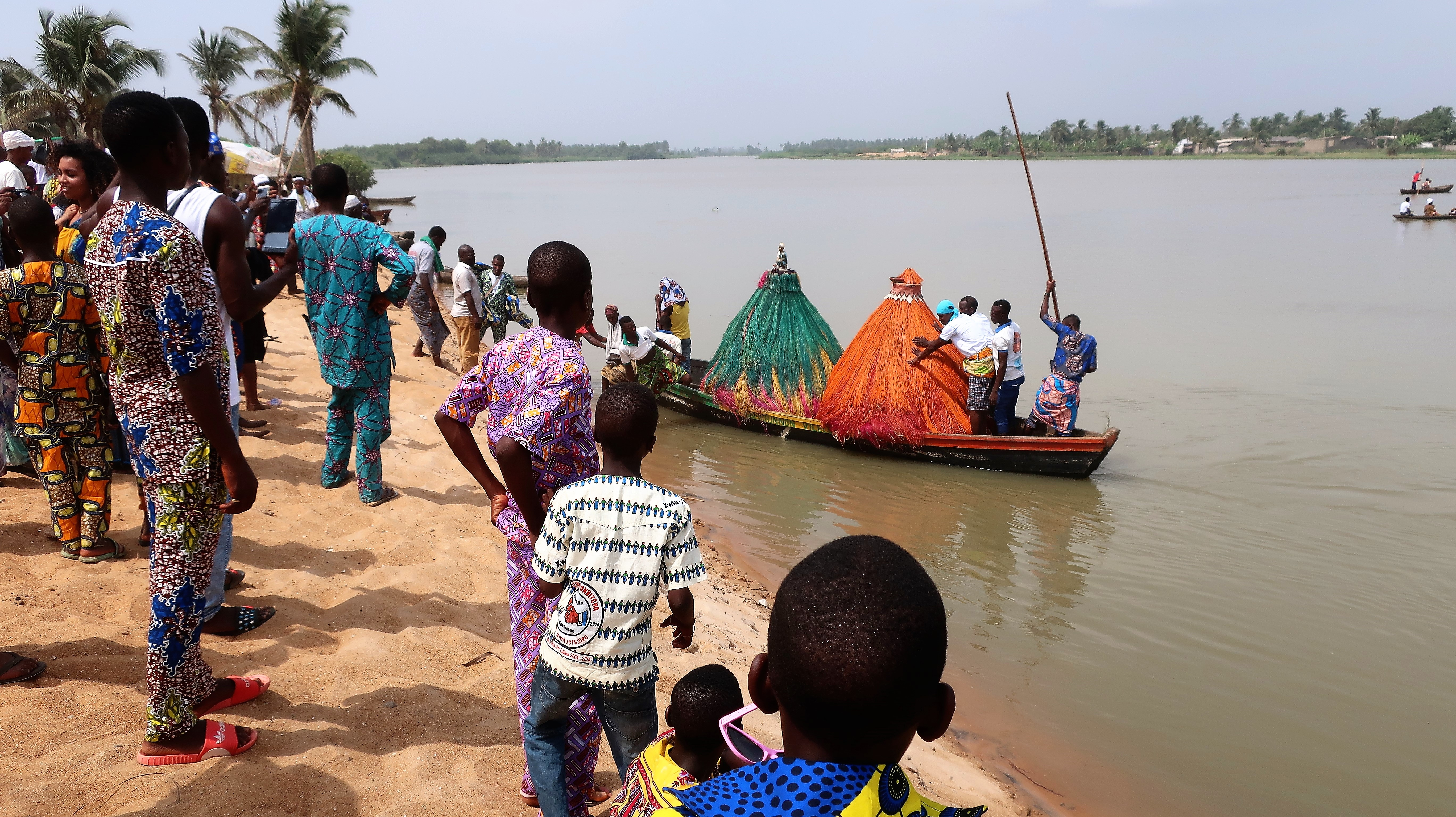
Deux Zangbétos traversant le fleuve Mono pour participer au festival vaudou de Grand-Popo.

« Ava » est le lieu où se pose le Zangbéto. C’est de là que partent toutes les sorties. Le « zangan » est le médium entre le Zangbéto et le reste de la communauté. C’est à lui seul que parle le Zangbéto. À son tour, il se charge de transmettre le message à la communauté. Il préside les sorties du Zangbétos. Les « zanvis » sont les autres personnes du cercle des Zangbétos. Il s’agit souvent de jeunes gens chargés de jouer les tam-tams lors des sorties. À Porto-Novo, chaque quartier à son Zangbéto et son Zangan. Chaque Zangbéto porte un nom spécifique qui lui confère une identité et une personnalité. « Kpakriyao » est le tout premier zangbéto installé à Porto-Novo et est devenu le chef de tous les Zangbétos. Il mesure jusqu’à 4m de haut. Outre les sorties nocturnes, le Zangbéto effectue aussi des sorties en pleine journée.

## Initiation
L’entrée dans le cercle des Zangbétos n’est réservée qu’aux hommes et est soumise à des rites d’initiation. Le candidat doit payer un certain tribut composé d’animaux domestiques, de boissons sucrées et alcoolisées et une certaine somme d’argent. Il est dit que les candidats sont soumis à des flagellations afin d’éprouver leur bravoure et leur courage. Seuls les plus braves sont acceptés dans le cercle. On leur donne un nom d'initié et ils prêtent serment de ne révéler aucun secret du Zangbéto ni à leur femme ni à aucune autre personne non initiée. Les initiés se reconnaissent par un code secret qu’ils se communiquent lorsqu’ils se croisent.

## Évolution
Le Zangbéto était très violent. Les non-initiés ne doivent pas le croiser au risque de se faire flageller.
Aujourd’hui, le Zangbéto sort lors des manifestations, participe à des actions publiques. Outre son rôle de veilleur de nuit, le Zangbéto joue le rôle de médiateur social dans le règlement pacifique des conflits entre villages, ou même au sein des couples. Il coopère avec la police dans des actions de lutte contre le banditisme, le vol et le pillage.

## Magie
Le Zangbéto est aussi une société de magie entourée d’un grand mystère. Il aurait le pouvoir de disparaître de son masque ou de se transformer en un serpent, un coq, ou en divers objets de l’univers comme une calebasse ou une chaise. Lors des cérémonies de magie, les zanvis, accompagnés des femmes jouent et dansent.

## Participation à des festivals
De nombreux festivals permettent de faire la promotion du Zangbéto. En tant qu'entité identitaire, le masque Zangbéto représente la culture béninoise et africaine lors des festivals nationaux et internationaux. Le festival des Zangbétos et le festival des rituels et danses masquées du Bénin ont lieu tous les ans à Abomey-Calavi et à Cotonou. En 2017, les Zangbétos ouvraient le bal des cérémonies de la 23ème édition du Festival panafricain du cinéma et de la télévision de Ouagadougou.

## Galerie

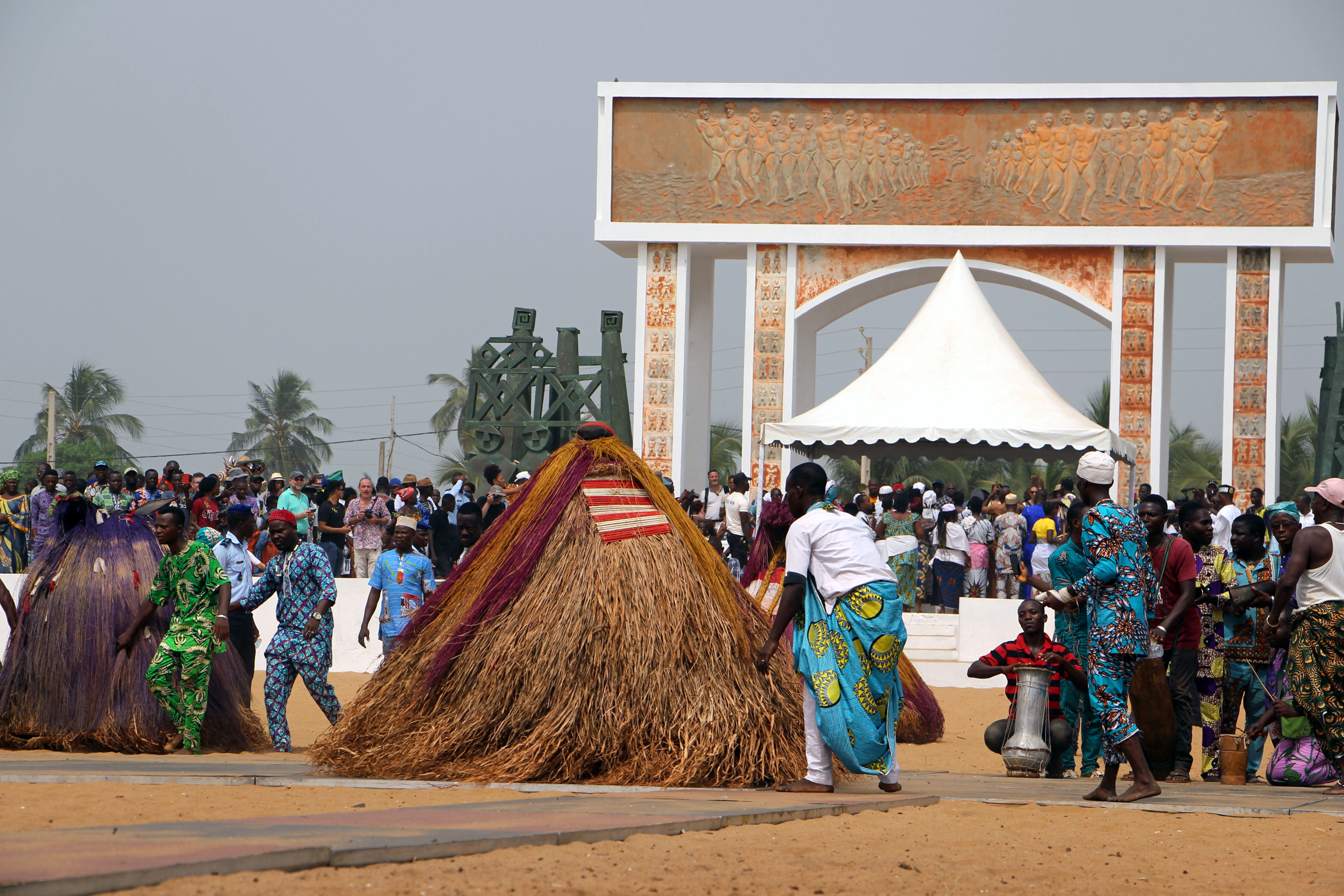
Zangbéto
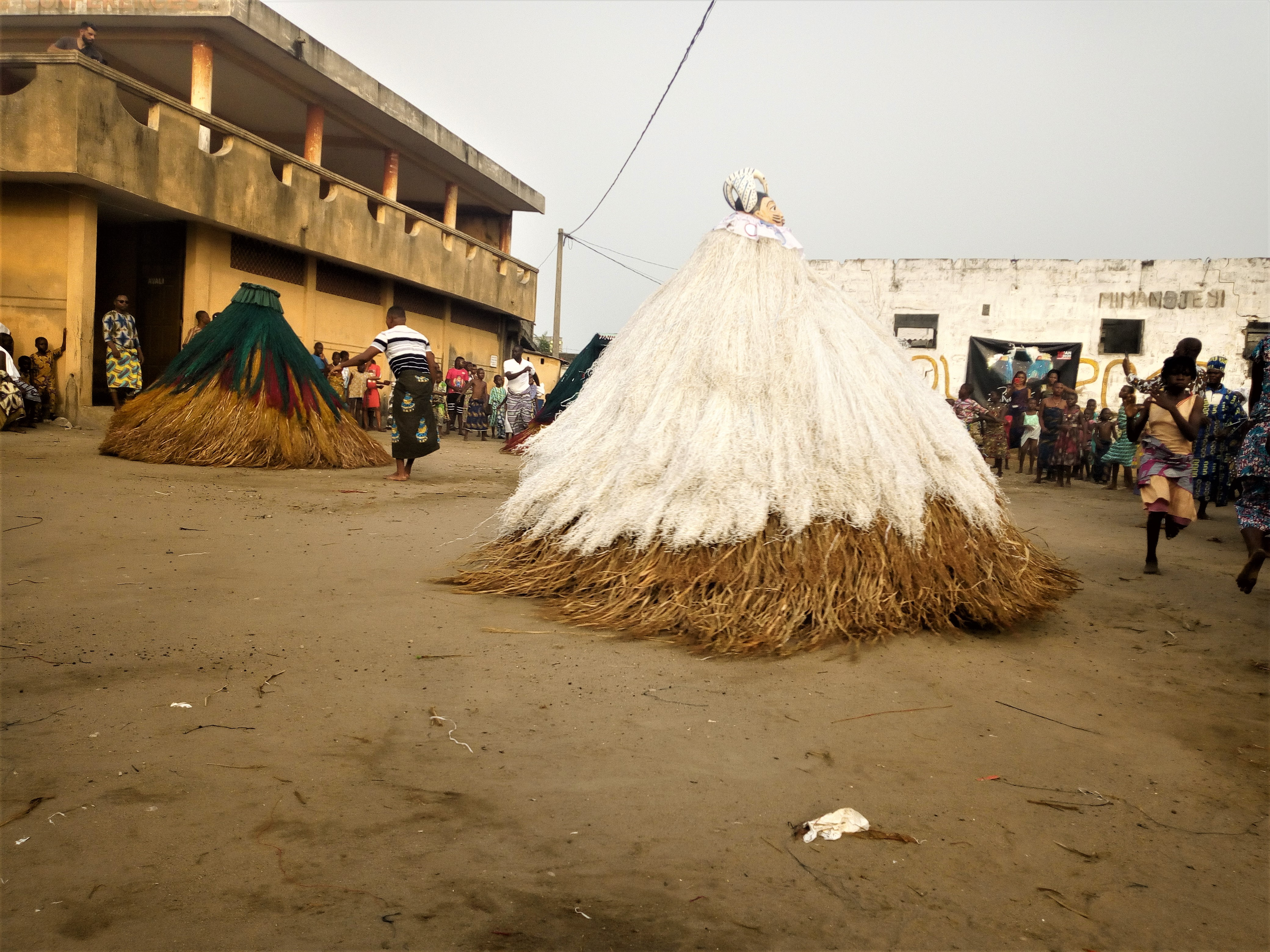
Danse du Zangbéto.
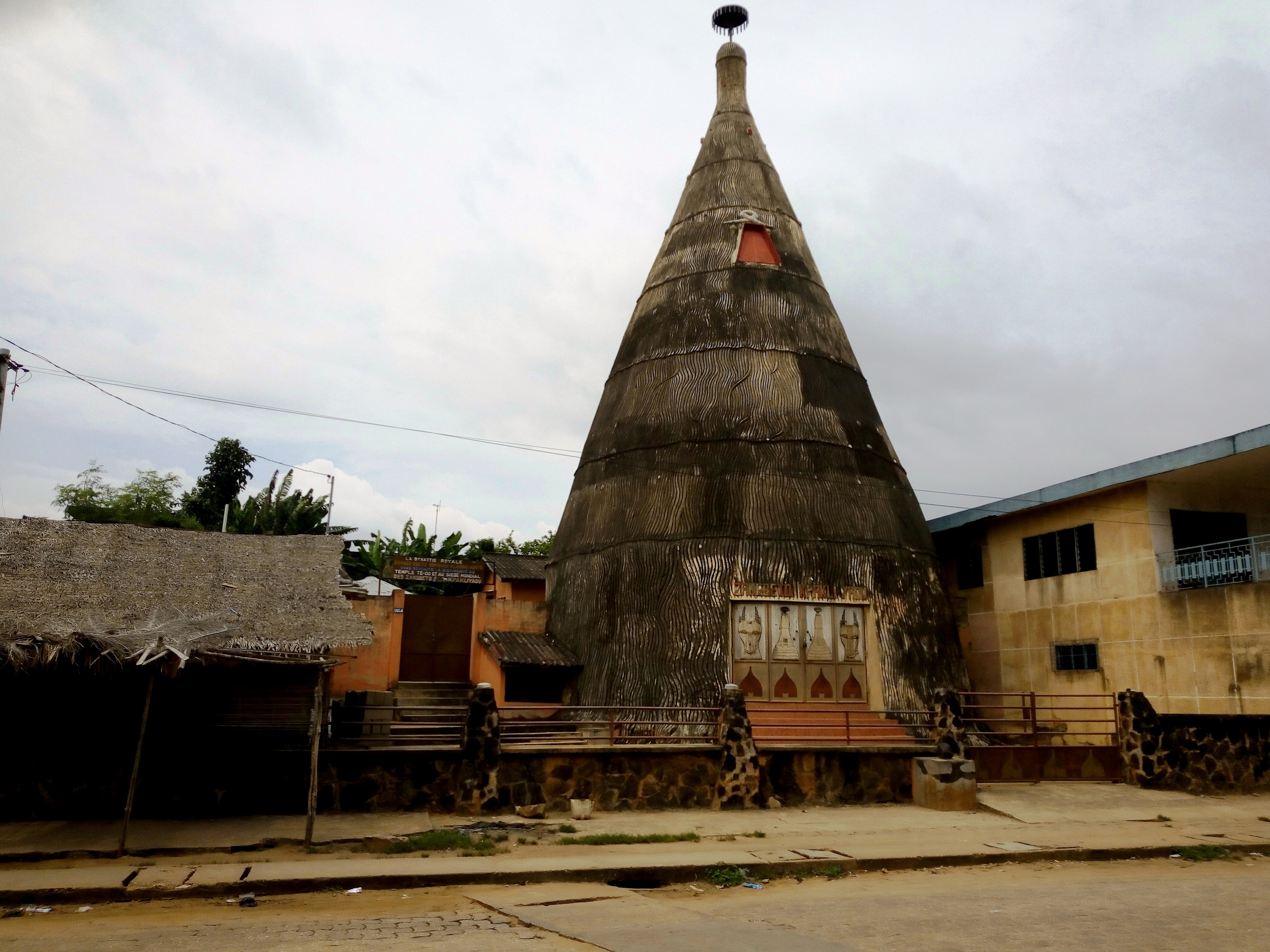
Temple des Zangbeto,Porto-Novo, Bénin
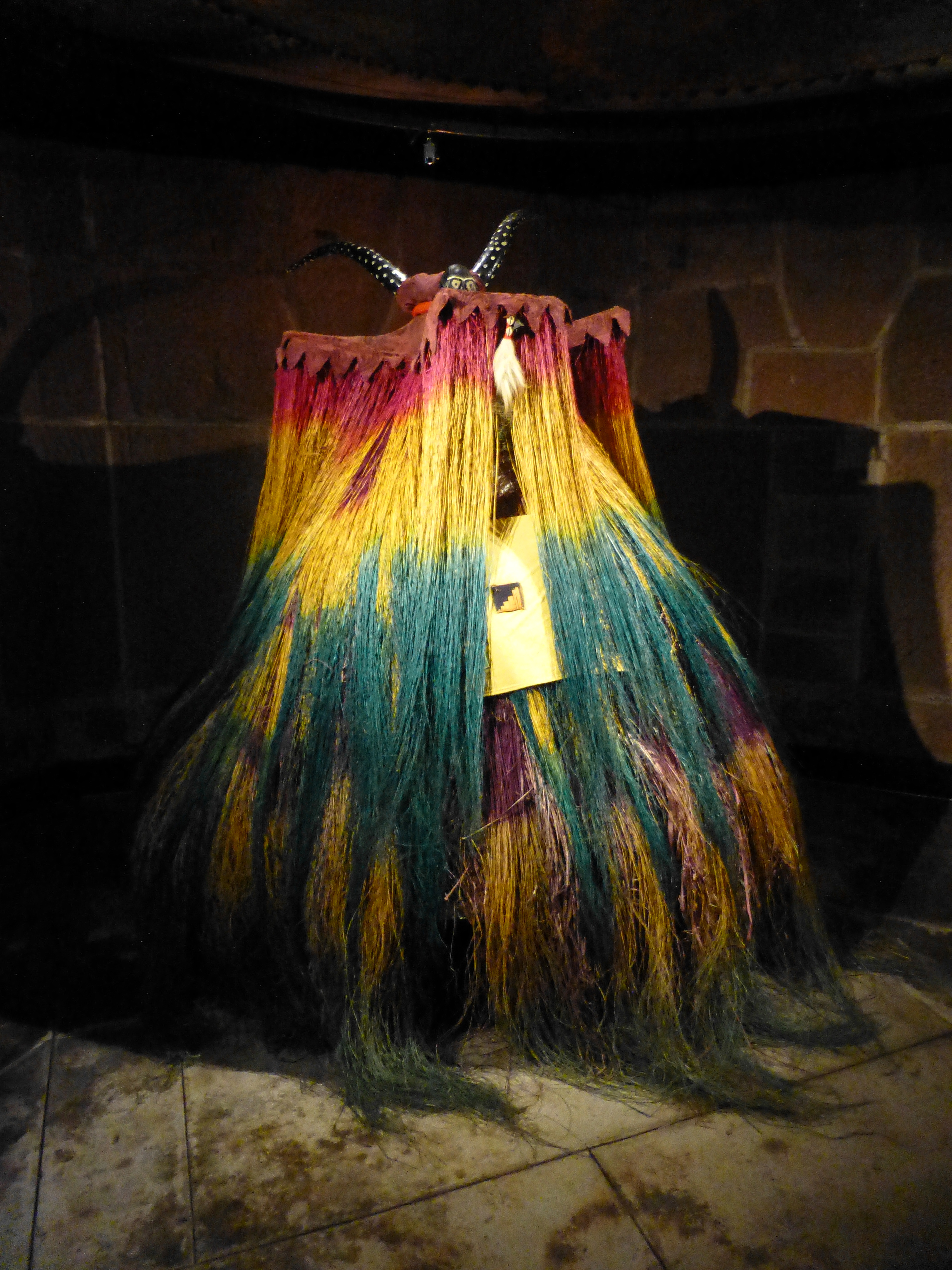
Masque représentant le gardien de la nuit Zangbeto (musée Vodou de Strasbourg).
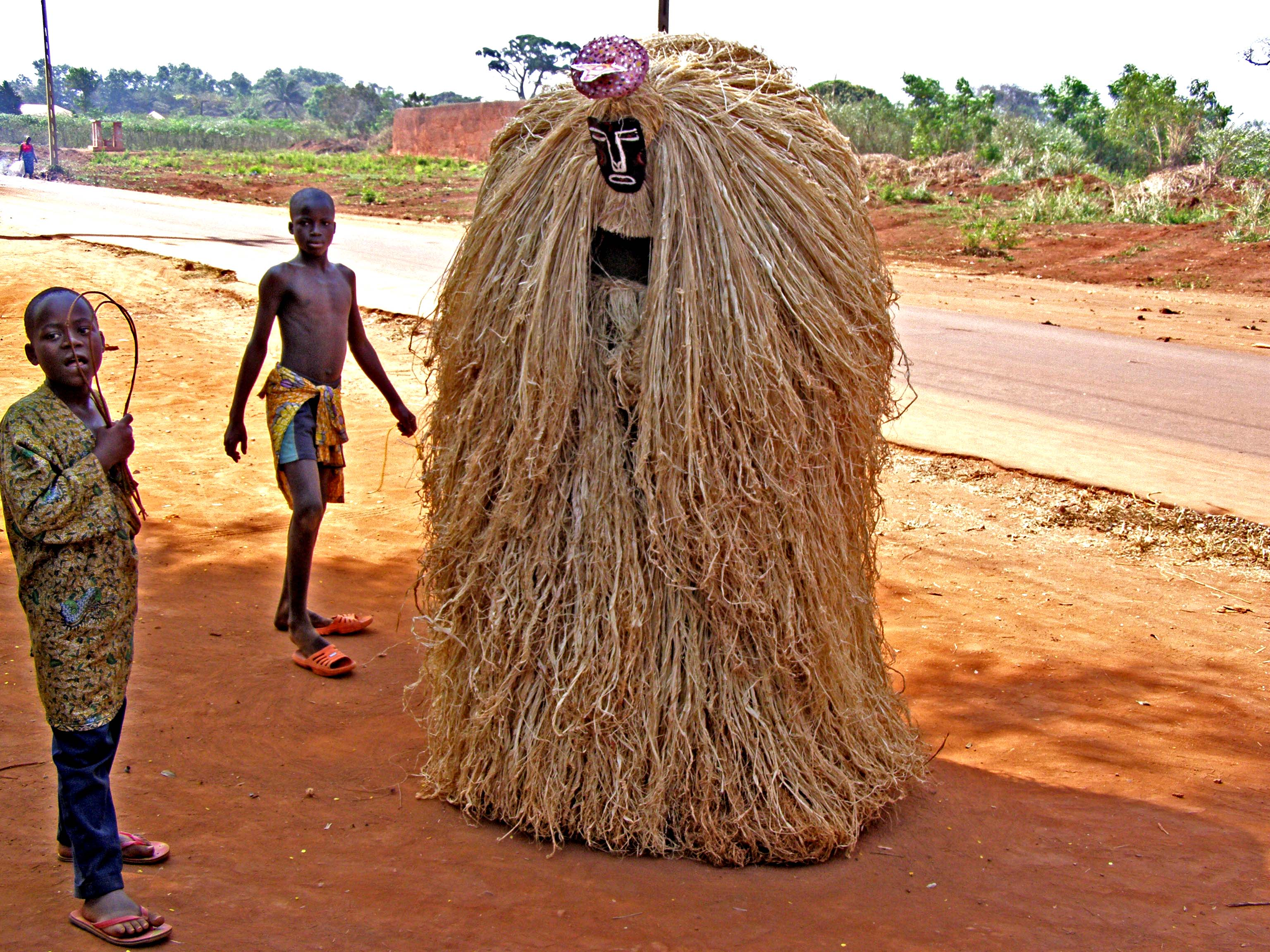
Zangbeto.
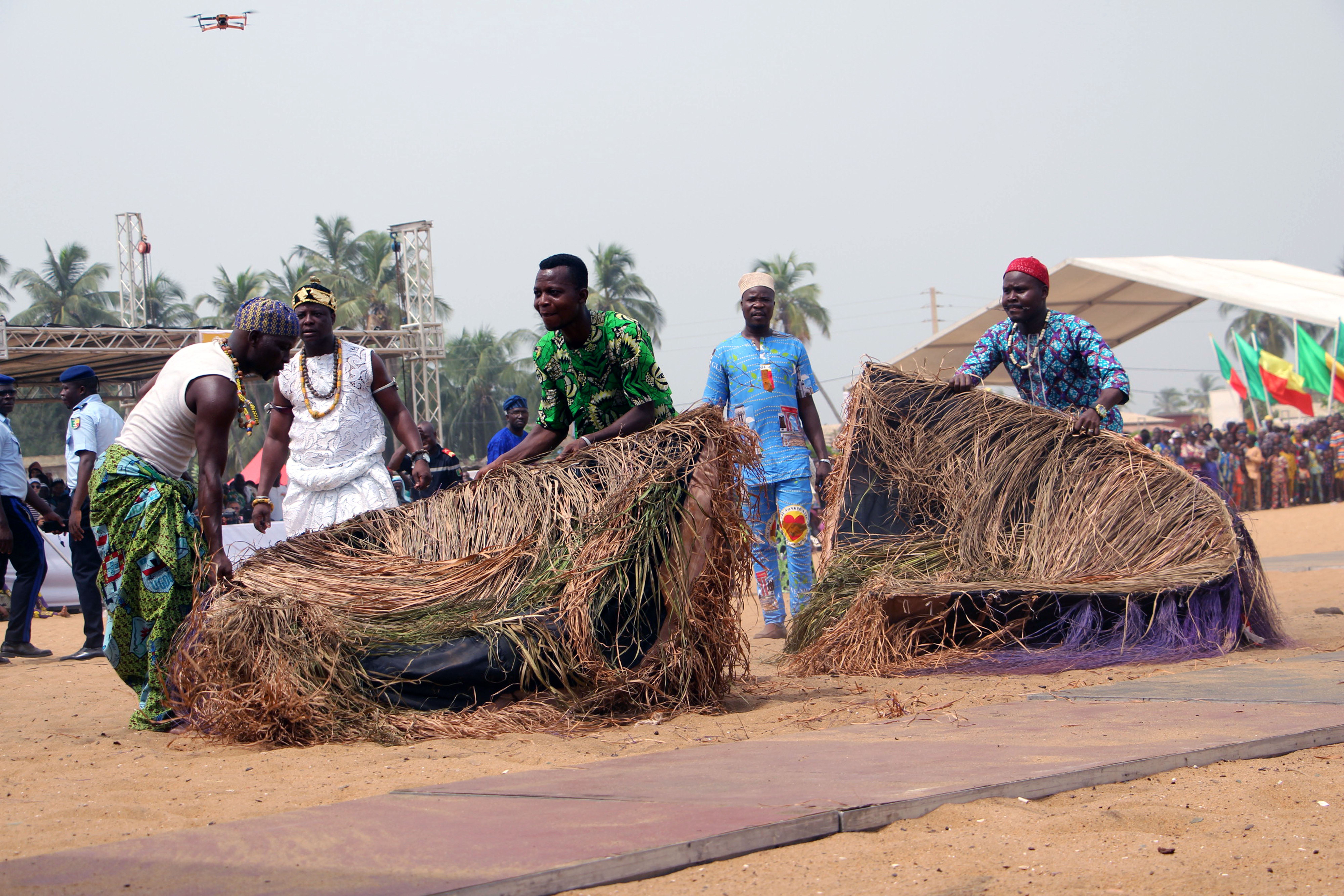
Zangbéto
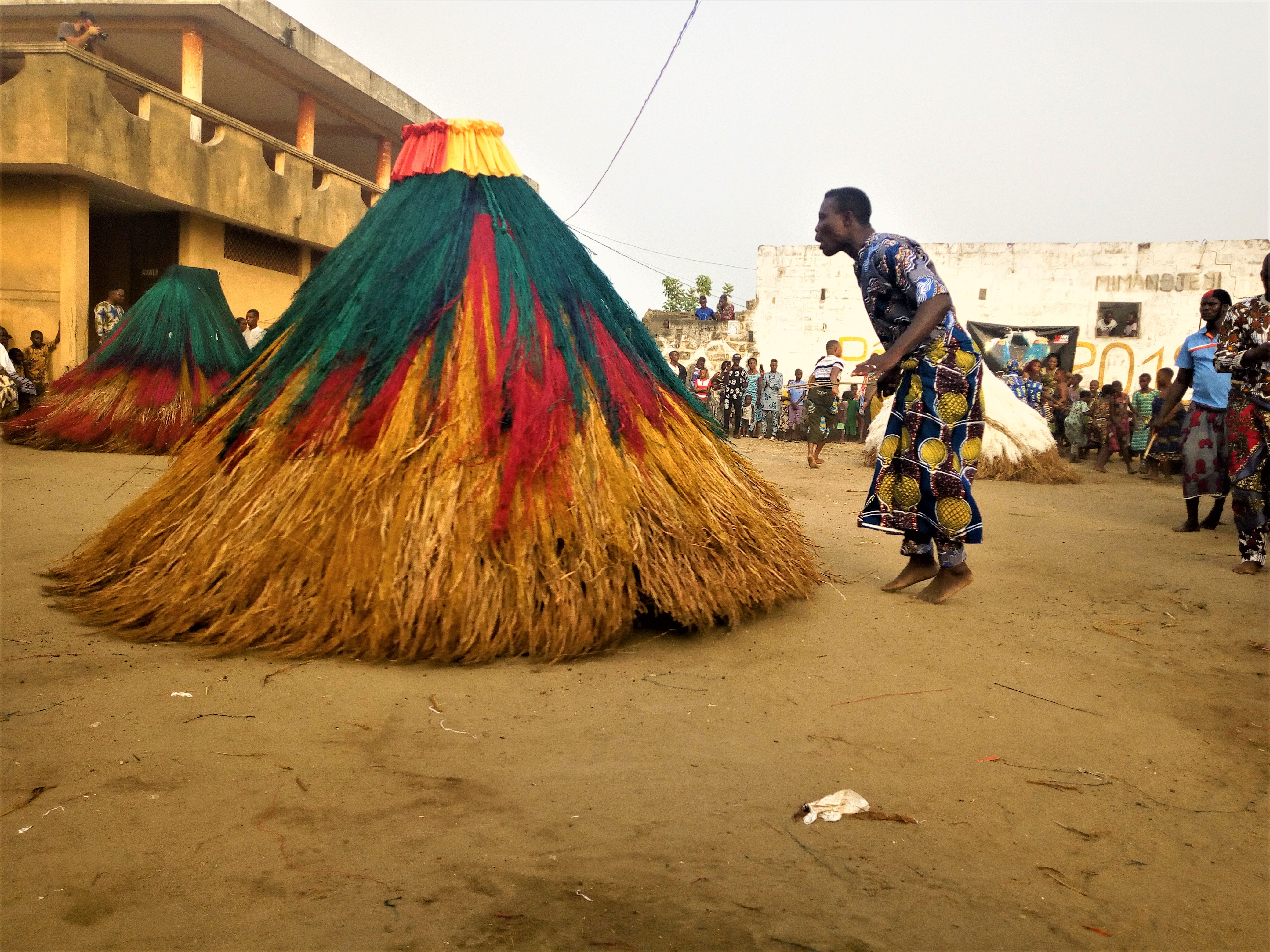
La fête du 10 janvier au Bénin